# Bruno Dreher
Bruno Dreher (* 24. Dezember 1911 in Leinzell; † 22. August 1971 in Schwäbisch Gmünd) war ein deutscher katholischer Theologe.

## Leben
Dreher studierte katholische Theologie an der Eberhard Karls Universität Tübingen. Hier war Mitglied der Theologengesellschaft Guelfia Tübingen. 1940 übernahm er als Nachfolger von Ernst Hofmann, der wegen Widerstands gegen den Nationalsozialismus verhaftet worden war, die Pfarrstelle der Gemeinde St. Erasmus in Wernau (Neckar). Drehers Zeit in Wernau war von der Angst geprägt, ebenfalls verhaftet zu werden, weshalb er stets äußerst vorsichtig agierte. 1944 verließ er Wernau, um nach einer Erholungspause eine Pfarrverweserstelle in Dormettingen anzutreten.
1947 wurde Dreher bei Franz Xaver Arnold mit der Arbeit Die Osterpredigt: Eine materialkerygmatische Untersuchung von der Reformation bis zur Gegenwart promoviert. 1955 wurde Dreher Direktor der Akademie der Diözese Rottenburg-Stuttgart in Stuttgart-Hohenheim. Dieses Amt hatte er bis 1960 inne. 1960 wurde er in Tübingen mit der Schrift Die biblische Unterweisung im katholischen und evangelischen Religionsunterricht: Eine theologisch-kerygmatische Gegenüberstellung habilitiert. 1961 übernahm er eine Lehrtätigkeit an der Pädagogischen Hochschule Würzburg. 1963 wurde er als Professor für Homiletik und Religionspädagogik an die Rheinische Friedrich-Wilhelms-Universität Bonn berufen. 1968 folgte er einem Ruf an die Katholisch-Theologische Fakultät der Universität Wien. Dort war er bis zu seinem Tod im Jahr 1971 tätig.

## Werke (Auswahl)
- gemeinsam mit Hans Dieter Strittmatter: Neues Zeichnen im Religionsunterricht (1955)
- gemeinsam mit Hans Dieter Strittmatter: Bildkommentar zum neuen Katechismus: Werkbuch zum Wandtafelzeichnen (1957)
- Pendler und Seelsorge (1964)
- Osterpredigten (1965)
- gemeinsam mit Herbert Leroy: Biblische Pfingstpredigten (1965)
- gemeinsam mit Adolf Exeler und Klemens Tilmann: Katechese und Gesamtseelsorge (1966)
- Biblisch predigen: Ein homiletisches Werkbuch (1968)
- gemeinsam mit Klaus Lang: Theologische Erwachsenenbildung: Didaktisch-methodische Einführung. (1969)
- Berufsschulkatechesen (1969)
- Katechese, Gemeinde: Ein Werkbuch (1970)
- Glaubensstunden für Erwachsene. Kurs 1: Gott, Christus, Schöpfung, Erlösung, Vollendung (1971)
- Glaubensstunden für Erwachsene. Kurs 2: Kirche, Sakramente, Glaube, Moral, Dogma (1972)
- Glaubensstunden für Erwachsene. Kurs 3: Freude, Angst, Jugend, Leid, Liebe, Alter (1973)
- gemeinsam mit Hermann Koch und Hans Gottfried von Stockhausen: Geschichten aus der Bibel (1977)